# Urgèle
Urgèle est une fée, généralement bienveillante, qui apparaît dans plusieurs œuvres littéraires.

## Apparitions littéraires

### Bonne fée
Voltaire la cite dans son conte Ce qui plaît aux dames (1764), où il en fait une fée ancienne, protectrice des guerriers et des chevaliers. À la suite de Voltaire, Charles-Simon Favart écrit une comédie dédiée à Urgèle : La Fée Urgèle ou Ce qui plaît aux dames, jouée en 1765. Dans cette pièce, un chevalier nommé Robert est accusé d'avoir embrassé une jeune fille et est condamné à épouser une vieille femme, qui se révèle être la fée Urgèle. La pièce de Favart a beaucoup de succès.
Théodore de Banville donne une version différente dans sa comédie Le Baiser : Urgèle y est victime d'un sort jeté par un enchanteur, qui lui donne l'apparence d'une femme vieille et laide. Elle est délivrée par Pierrot qu'elle rencontre dans la forêt de Viroflay, et qui accepte de l'embrasser. Après avoir vu la véritable apparence de la fée, Pierrot en tombe immédiatement amoureux et veut l'épouser, mais Urgèle finit par rejoindre les autres fées,.

### Mauvaise fée
Michel Carré et Paul Collin, dans leur adaptation théâtrale de La Belle au Bois dormant, font d'Urgèle une méchante fée. N'ayant pas été invitée au baptême d'Aurore, elle se venge en lui jetant sa malédiction, avant d'être vaincue par les marraines-fées quand Aurore est réveillée par le Prince. Dans cette pièce, elle vit dans une caverne habitée par des lutins, des gnomes et des monstres.

## Autres mentions
Honoré de Balzac y fait brièvement allusion dans Le Cousin Pons : 

« Fritz et Wilhem, étant des hommes assez ordinaires, n'écoutèrent point toutes les leçons de la Misère, ils se défendirent de ses atteintes, ils lui trouvèrent le sein dur, les bras décharnés, et ils n'en dégagèrent point cette bonne fée Urgèle qui cède aux caresses des gens de génie... »

Elle est aussi mentionnée dans les Impressions d'Afrique de Raymond Roussel (1910) :

« On voyait la bienfaisante fée Urgèle secouant ses tresses pour répandre à l'infini des pièces d'or sur son passage [...]
Certaines de ces tresses, visibles grâce au hasard qui les avait placées sur la poitrine ou contre les épaules, montraient maintes pièces d’or appliquées de haut en bas sur leur face extérieure.
Juliette, charmée, s’avança vers la visiteuse en prononçant ce nom :
— Urgèle!…
Soudain le socle, secoué de droite et de gauche au moyen de la tige, communiqua ses cahots au buste, dont les cheveux se balancèrent avec violence. D’innombrables pièces d’or, mal soudées, tombèrent en pluie abondante, prouvant que, par derrière, les nattes ignorées n’étaient pas moins garnies que les autres.
Quelque temps la fée répandit sans compter ses éblouissantes richesses, jusqu’au moment où, attirée par la même main supposée, elle s’éclipsa silencieusement. »